# Aerea Teseo
Aerea Teseo è stata una compagnia aerea italiana a capitale privato nata a Firenze poco dopo la fine della Seconda guerra mondiale.

## Storia
La società fu costituita nel settembre 1945 da un gruppo di appassionati di aviazione e di imprenditori fiorentini tra cui figuravano il dr. Attilio Morrocchi, il com.te Tommasi e l'ing. Giovanni Salatiello. Tra gli investitori c'era anche il conte Gianni Caproni, vice presidente, che spartiva la carica con l'ing. Angelo Ambrosini. Il primo velivolo, un Douglas C-47 convertito allo standard Douglas DC 3, fu spostato con la falsa immatricolazione I-ZOLI da Napoli a Firenze. L'immatricolazione ricordava il nome di uno degli animatori e poi presidente, l'avvocato Adone Zoli, esponente democristiano della Toscana e poi senatore dello stesso partito politico e ministro (1951-1957). Sarebbe divenuto anche Presidente del Consiglio dei Ministri dal 1957 al 1958. Zoli si era molto impegnato a perorare la causa degli imprenditori privati ed era riuscito ad ottenere da disponibilità di alcuni Douglas C-47 radiati dalle forze armate USA per poi essere convertiti allo standard Douglas DC 3.
L'attività di volo iniziò il 15 aprile 1947 con una serie di rotte che si estendevano dall'Italia settentrionale fino alla Sicilia, con punti nodali a Bologna, Firenze e Roma. La flotta della Aerea Teseo era totalmente composta da riconversioni allo standard Douglas DC-3 di bimotori da trasporto militare Douglas C-47 "Dakota" utilizzati dalle forze armate U.S.A. durante la guerra e poi abbandonati nell'aeroporto Capodichino di Napoli.
La società ebbe vita breve in quanto fallì nel 1948 a causa delle difficoltà finanziarie nelle quali si trovò fin dalla sua costituzione, aggravate da un incidente mortale all'inizio dello stesso anno.

La mappa delle destinazioni di Aerea Teseo.

#### L'incidente di Collesalvetti e la chiusura
Il gravissimo incidente si verificò durante uno dei collegamenti. Il 20 febbraio 1948, alle 13.00, il Douglas DC-3 immatricolato I-REGI andò completamente distrutto, schiantatosi nei pressi di Collesalvetti; l'impatto causò la morte dei tre membri dell'equipaggio e di quasi tutti i passeggeri.
Il volo era un diretto tra Firenze e Roma. Tuttavia, effettuò una sosta addizionale a Pisa per imbarcare alcuni passeggeri rimasti a terra il giorno precedente, a causa di un'avaria dell'aereo. Sembra che il pilota (per il tragitto verso Roma) optasse per un volo a quota estremamente bassa, sotto la base delle nuvole. Queste, a causa del peggioramento delle condizioni atmosferiche, erano in realtà alla quota del velivolo che, entrando nelle nubi e perdendo la cognizione della propria posizione, deviò brevemente dalla rotta pianificata, impattando su una collina.
L'incidente ebbe immediate ripercussioni sull'immagine della società che, nonostante tutto, proseguì le attività, ma in scala sempre minore. Gli ultimi voli, che inclusero anche un effimero Firenze-Barcellona, vennero effettuati nel successivo mese di giugno. Non servì la nomina di un nuovo consiglio di amministrazione in cui il più "patentato" era il gen. Umberto Cappa, con notevoli trascorsi nell'aviazione militare e che poi sraebbe stato a capo di ASA, la società dei servizi nell'aeroporto Ciampino di Roma.